# Astley, Warwickshire
Astley är en ort och civil parish i Storbritannien.   Den ligger i grevskapet Warwickshire och riksdelen England, i den södra delen av landet, 150 km nordväst om huvudstaden London. Astley ligger 138 meter över havet och antalet invånare är 219.
Terrängen runt Astley är platt. Runt Astley är det mycket tätbefolkat, med 1 573 invånare per kvadratkilometer. Närmaste större samhälle är Coventry, 10,5 km söder om Astley. Trakten runt Astley består till största delen av jordbruksmark.